# گروه وورت
گروه وورت (آلمانی: Würth) شرکت خوشه‌ای تجهیزات صنعتی آلمانی است، که در زمینه تولید و ساخت قطعات الکترونیکی، پیچ و اتصالات، صنایع شیمیایی، تجهیزات الکترومکانیک و صنعت خودروسازی فعالیت می‌کند.
شرکت وورت در سال ۱۹۴۵ توسط آدولف وورت تأسیس شد و امروزه متعلق به فرزند وی؛ رینهولد وورت می‌باشد. دفتر مرکزی این شرکت در شهر کونتسالو، آلمان قرار دارد.